# Complejo Fronterizo Santa Rosa
El Complejo Fronterizo Santa Rosa es un edificio de control migratorio ubicado en el departamento de Tacna, zona sur del Perú, cerca a la Línea de la Concordia que separa a ese país de Chile. Es la contraparte del complejo en el lado chileno llamado Chacalluta. 
Ubicado en la Carretera Panamericana a casi 250 metros de la frontera internacional, este complejo forma parte obligatoria de entrada o salida del Perú hacia el país sureño. Cuenta con un área total de más de 168 000 metros cuadrados. Está bajo la administración de la Superintendencia Nacional de Aduanas y de Administración Tributaria.
Fue reconstruido en 2007 y cuenta con servicio de Aduanas, oficinas del Ministerio de Comercio Exterior y Turismo, del Ministerios del Interior y del Banco de la Nación así como de otras dependencias del Estado Peruano. En octubre de 2008 se inauguró un módulo de salud.